# Ruhr24
Ruhr24 (Eigenschreibweise: RUHR24) ist eine deutsche Nachrichtenseite mit Sitz in Dortmund (Nordrhein-Westfalen). Das Portal ging im Juni 2016 unter dem Namen Dortmund24.de online und wurde im Jahr 2019 in Ruhr24 umbenannt, nachdem die Redaktion sich dazu entschlossen hatte, ihr Themenfeld zu erweitern.
Das kostenlose Nachrichtenportal gehört zur Ruhr24 GmbH, die wiederum ein Tochterunternehmen der Verlage Lensing Media und rubens ist. Ruhr24 hat laut offizieller Ausweisung der IVW 50 Millionen Page Impressions im April 2025.

## Geschichte
Am 1. Januar 2016 nahm die hinter der Redaktion von Ruhr24 stehende Ruhr24 GmbH als eigenständige Tochter der Verlage Lensing Media und rubens den operativen Betrieb auf.
Am 1. Juni 2016 wurde zunächst das lokale Newsportal Dortmund24.de gegründet, das seinen Schwerpunkt auf Nachrichten aus Dortmund hatte. Größere mediale Bekanntheit erlangte das Portal in der Folge durch die Berichterstattung in der Medienzeitschrift Drehscheibe sowie unter anderem in Sendungen wie dem ZDF Magazin Royal.
Dortmund24.de ging in der Folge gemeinsam mit dem ebenfalls zuvor gegründeten Newsportal Unna24.de am 1. Februar 2019 in Ruhr24 auf, das fortan nicht mehr nur über Dortmund, sondern über die gesamte Region berichtete.
Am 1. November 2019 schloss sich Ruhr24 als externer Kooperationspartner dem Netzwerk des Online-Marketing-Unternehmens Ippen Digital Media GmbH an, das mittlerweile über 80 Portale aus ganz Deutschland umfasst, darunter unter anderem den Merkur, die tz und die Frankfurter Rundschau.
Anfang 2024 umfasst das Redaktionsteam knapp 50 Journalisten und Mitarbeiter. Mittlerweile zählt das Portal laut eigener Angaben rund zehn Millionen Besucher pro Monat.
Geschäftsführer der Ruhr24 GmbH ist seit dem 15. August 2016 Lennart Jürges, Head of Ruhr24 und der zur Ruhr24 GmbH gehörenden Buzz-Apps ist seit dem 1. September 2018 Pascal Weiß.

## Themen und Ressorts
Ruhr24 berichtet über regionale Nachrichten mit Fokus auf Dortmund und Umgebung sowie größere überregionale Themen in Nordrhein-Westfalen wie Politik, Wirtschaft, Bildung, Finanzen und Gesundheit.
Weitere Schwerpunkte der Berichterstattung liegen auf Verbraucherthemen, Promi-News mit Fokus auf regionale Stars und TV-Sendungen sowie den beiden großen Fußballvereinen aus der Region, Borussia Dortmund und FC Schalke 04.